# Saadi Khadaffi
Saadi Khadaffi, även Al-Saadi Khadaffi, född 25 maj 1973 i Tripoli, är en libysk affärsman och son till Muammar Khadaffi. Genom ett bolag har han finansierat långfilmen The Experiment, en amerikansk version av Das Experiment; båda filmerna bygger på Stanford prison experiment och handlar därför om ett psykologiskt experiment.
Innan har Saadi Khadaffi varit fotbollsspelare, men åkte fast för dopning.